# Paulette Brisepierre
Paulette Brisepierre, née Fronville le 21 avril 1917 à Bordeaux (Gironde) et morte le 8 juillet 2012 à Marrakech (Maroc), est une femme politique française.

## Biographie
Paulette Brisepierre est diplômée de l'université du Michigan, puis elle décide à suivre son mari, exportateur d'oranges, à Marrakech. À la mort de son mari en 1961, elle récupère ses activités de production/exportation, dont les sociétés sont nationalisées en 1966.
En 1966, Paulette Brisepierre crée l'Union des Français de Marrakech, puis est élue au Conseil supérieur des Français de l'étranger. Elle est plusieurs fois sollicitée par le gouvernement français au titre d'expert au Conseil économique et social (1975-1976, 1978-1979, 1987-1988). Le 24 septembre 1989, elle devient la première femme sénatrice des Français établis à l'étranger (réélue le 27 septembre 1998).
Durant les années 1990, Paulette Brisepierre axe ses actions sénatoriales autour de la reconnaissance et le développement des droits des Français basés à l'étranger.
Paulette Brisepierre est la doyenne d'âge du Sénat de 2001 à septembre 2008, date à laquelle elle ne s'est pas représentée.

## Prix et récompenses
- Chevalier de la Légion d'honneur[2]
- Officier de l'ordre national du Mérite[2]
- Chevalier de l'ordre du Mérite agricole[2]
- Grand cordon de l'ordre du Ouissam Alaouite (2009)